# 동백초등학교 (울산)
동백초등학교는 대한민국 울산광역시 남구에 있는 공립 초등학교이다.

## 학교 연혁
- 2002.03.01 동백초등학교 개교(48학급)
- 2002.03.15 동백체육관 준공(동백관)
- 2002.04.19 개교기념식
- 2002.06.11 교기 지정(남자 배구부 육성)
- 2003.01.01 동백도서관 개관
- 2003.03.01-2004.02.29 울산광역시교육청 지정 도서관활용교육 연구학교 운영
- 2007.01.04 학교종합평가 우수학교 선정
- 2007.04.01 초록동요제 중창부문 최우수상 수상
- 2007.06.01 1교1사 자매결연(애경유화 주식회사)
- 2007.06.28 울산 119소방동요제 합창부 대상 수상
- 2007.10.04 울산강남교육청 학교종합평가 우수학교 선정
- 2008.03.01-2011.02.28 디지털교과서 연구학교 운영
- 2008.04.01-2008.10.02 교육감기 육상대회, 시장기 육상대회 우승
- 2008.12.11 과학교육종합평가 우수학교 선정
- 2009.01.20-2009.02.02 칠십리기 전국배구대회 우승 등 전국 6관왕
- 2009.06.02 전국소년체전 우승 및 전국대회 6관왕
- 2009.12.17 독서교육, 방과후학교, 체육활성화 우수학교 선정
- 2010.09.15 울산광역시 영어연극제 대상
- 2010.09.18 Wee클래스, 특수반 통합치료실 개소
- 2011.02.18 제9회 졸업식(209명, 누계 2746명)
- 2011.03.01 2011학년도 42학급(특수학급2) 편성(1184명)
- 2011.03.01-2011.08.31 전국초등배구대회 재능기 준우승, 회장기 3위, 종별선수권대회 준우승 달성
- 2011.04.01-2012.02.29 울산광역시교육청지정 인구교육 시범학교 운영
- 2011.07.20 운동장 스탠드 차양시설 준공
- 2011.11.29 아름다운 학교 선정(다양한 교육활동 부문 교육감 표창)
- 2012.01.30 창의체험실(실과, 미술, 발명, 영재, 공작) 구축
- 2012.02.17 10회 졸업식 209명 졸업(졸업생 총수 2,746명)
- 2012.03.01 2012학년도 43학급 편성(특수반 2학급)
- 2012.08.01-2013.01.30 동백보안관실 구축, 급식실 리모델링, 음악실 구축, 안전펜스 및 진입로 확장
- 2012.12.06 학부모회 운영 우수(교육감)상, 아버지회 표창(장관) 수상
- 2013.05. 선플달기 우수학교 기관장 표창(울산지방경찰청장)
- 2013.12. 체육활성화 교육 우수학교 선정(교육감 표창), 학부모회 운영 우수상(교육감)
- 2014.02.21 제12회 졸업식(194명 / 졸업생 총수 3,148명)
- 2014.09.01 제4대 김진근 교장선생님 부임
- 2015.02.05 학부모 교육 우수상(교육감)
- 2015.02.16 제13회 졸업식(157명/ 졸업생 총수 3,305명)
- 2015.03.01 2015학년도 38학급 편성(특수반 2학급)
- 2015.03.01 울산광역시교육청 지정 학교 체육 연구학교 운영

## 참고 자료
- 동백초등학교 - 한국교육학술정보원 학교알리미